# Stefan Zweig
Stefan Zweig (Bécs, 1881. november 28. – Petrópolis, 1942. február 22.) osztrák író, költő, műfordító.

## Életpályája

### 1881–1918
A Morvaországból bevándorolt, jómódú textilgyáros, Moritz Zweig és a gazdag zsidó kereskedő családból származó Ida Brettauer fiaként született. Anyagi helyzetük lehetővé tette, hogy az ifjú Zweig a legjobb iskolákba járhasson. A bécsi Wasa Gimnáziumban érettségizett, majd a Bécsi és a Berlini Egyetemen filozófiát, germanisztikát és romanisztikát tanult; 1904-ben „Hippolyte Taine filozófiájá”-ról írt disszertációjával bölcsészdoktori fokozatot szerzett.
Egyetemi évei alatt először verseket írt, 1901-ben jelent meg Ezüstös húrok című kötete, amelynek költeményein elsősorban a francia szimbolizmus hatása érződött. Élénk műfordítói tevékenységet is folytatott, sorra jelentek meg fordításai Émile Verhaeren, Charles Baudelaire, Paul Verlaine, Romain Rolland stb. műveiből. 1904-ben látott napvilágot első novelláskötete Erika Ewald szerelme címmel.
Zweig nagypolgári életet élt, egyetemi évei után sokat utazott, bejárta Európát, eljutott Amerikába, Indiába, Észak-Afrikába. Útjai során szoros barátságba került írókkal, művészekkel, akikkel éveken keresztül komoly levelezést folytatott, így például a nagy belga költővel, Émile Verhaerennel és a nagy francia békeharcos-humanista íróval, Romain Rollanddal, akinek életéről Zweig 1921-ben könyvet jelentetett meg.
Az első világháború kitörésekor önként jelentkezett katonának, de alkalmatlansága miatt elutasították és a honvédelmi minisztérium archívumába helyezték, ahol Rilkével dolgozott együtt. A háború szörnyűségei és a francia békeharcos Romain Rolland hatására egyre inkább háborúellenes lett. Zürichbe – a semleges Svájcba – költözött, ahol a Neue Freie Presse tudósítójaként dolgozott és cikkeket jelentetett meg az 1854-ben alapított német nyelvű magyar újságban, a Pester Lloydban. A Zürichben szerveződött értelmiségi csoport tagjaként a háború befejezéséért és igazságos békéért szállt síkra. Az 1917-ben írt Jeremiás című háborúellenes drámája hűen tükrözi ekkori emberi-politikai állásfoglalását.

### 1919–1933
1919-ben a háború után visszatért Ausztriába, és Salzburgban telepedett le. 1920-ban feleségül vette Friderike von Winternitzt. Háza értelmiségiek találkozóhelye lett. Vehemensen fellépett a nacionalizmus és a revansizmus ellen és egy szellemileg egységes Európa eszméjéért harcolt. Ekkor kezdte írni esszéit, s így jöttek létre tanulmánykötetei A világ építőmesterei címmel: a Honoré de Balzacról, Charles Dickensről és Dosztojevszkijről szóló Három mester, a Küzdelem a démonnal címmel Hölderlint, Kleistet és Nietzschét értelmező esszék, végül a Casanova, Stendhal és Tolsztoj műveinek szentelt, Saját életének három költője címen összefoglalt tanulmányok.
A húszas években írta meg legjobb novelláit. Az Ámok című elbeszélésben a konvencionális előítéletek kényszere alatt önkívületig fokozódó szerelmi szenvedélyt ábrázolja, az 1927-es Érzések zűrzavara pedig a Halál Velencében problematikáját fogalmazza meg empatikusan és megrázóan. 1927-ben jelent meg a Csillagórák című történelmi tanulmánykötete, amelyben az európai történelem 12 sorsdöntő pillanatáról rajzolt lenyűgöző képet. A húszas évek végén kezdte írni történelmi személyekről szóló regényes életrajzait, amelyek a két világháború között igen közkedveltek voltak. 1929-ben Fouché életéről, 1932-ben Marie Antoinette-ről, 1935-ben pedig Stuart Máriáról jelent meg könyve.
1928-ban Zweiget meghívták a Szovjetunióba, a Lev Tolsztoj születése századik évfordulójára rendezett ünnepségekre. E látogatása indította el műveinek orosz nyelvű kiadását, amelyhez Gorkij írt előszót.

### 1933–1942
1933 márciusában került a mozikba megfilmesített novellája az Égő titok (Brennendes Geheimnis). A mű címe tekintettel a Reichstag-tűzre alkalmat adott a gúnyolódásra, ezért Joseph Goebbels megtiltotta a film vetítését és megparancsolta Zweig összes könyvének eltávolítását a könyvesboltokból. 1936-ban Németországban betiltották a könyveit. Miután 1934-ben a nemzetiszocialisták hatalomra kerültek Németországban (1933), a már Ausztriát is erősen fenyegető politikai változások miatt Londonba emigrált. Könyvei ettől kezdve nem jelenhettek meg az Insel-Kiadónál. 1933-ban librettót irt Richard Strauss Die schweigsame Frau című operájához. Ugyanebben az évben Dél-Amerikába utazott. 1938-ban elvált első feleségétől és 1939-ben házasságot kötött Charlotte Altmannal.
A második világháború kitörése után Zweig felvette az angol állampolgárságot. Elhagyta Londont, majd New Yorkon, Argentínán és Paraguayon keresztül eljutott Brazíliába. Itt született 1941-ben Zweig utolsó, s talán legismertebb elbeszélése, az antifasiszta tárgyú Sakknovella. Ez a kis remekmű megrázó tiltakozás a hitlerizmus embertelensége ellen. Brazíliában kezdte írni önéletrajzi visszaemlékezéseit, amelyek a személyes vonatkozásokat meghaladóan a korabeli osztrák társadalmi és kulturális élet sokoldalú rajzát adják. E munkája Búcsú a tegnaptól (Die Welt von Gestern) címmel csak halála után, 1945-ben jelent meg. (1981-ben Tandori Dezső fordításában újra kiadták A tegnap világa címen.)

### Halála
1942. február 22-én a hatvanéves író második feleségével, Charlotte Altmann-nal együtt a brazíliai Petrópolisban búcsút mondott az életnek és öngyilkosságot követett el. Minden elismerés, tisztelet ellenére, amelyet Brazíliában kapott, nem tudta feledni hazáját, ahol időközben a nácik sárba tiporták a nevét, írásait betiltották és könyveit máglyákon égették el. Elhatározása, hogy öngyilkos lesz, akkor vált véglegessé, amikor a rádiók és a lapok világszerte a náci csapatok diadalmas előrenyomulásáról adtak hírt. Gondosan készült az önkéntes halálra, a végzetes nap előtt már jó ideje mindig magával hordta a mérget tartalmazó üvegcsét. Megható sorokban elbúcsúzott mindazoktól, akik közel álltak hozzá.
Petrópolisban, Zweig utolsó lakhelyén múzeumot hoztak létre Casa Stefan Zweig néven, amely a neve alapján az író személyiségével és munkásságával kapcsolatos információk gyűjteménye, ugyanakkor minden olyan művészre, tudósra és értelmiségire emlékezik, akik a második világháború idején emigrációba kényszerültek.

## Művei

### Műveinek sajátossága
Bár 1945 után a kritika alig foglalkozott vele, Zweig prózai és regényes életrajzai (Joseph Fouché, Marie Antoinette) napjainkig élvezik az olvasóközönség figyelmét. Életműve sok novellából, különleges emberi sorsokat megjelenítő izgalmas lélektani tanulmányból és történelmi eseményeken alapuló elbeszélésekből áll. Így kerülnek történelmi személyek, mint Tolsztoj, Dosztojevszkij, Napóleon, Händel, Joseph Fouché és Marie Antoinette erősen szubjektív megszemélyesített történetekben Zweig műveibe.
Műveit a tragika, dráma, melankólia és rezignáció fogalmával lehet legjobban jellemezni. Zweig szinte minden műve tragikus rezignációval ér véget, szereplői belső és külső okok miatt nem érik el az oly közelinek vélt boldogságot. Ez különösen megfigyelhető a Nyugtalan szív (Ungeduld des Herzens) című regényében, ami az író egyetlen befejezett regénye. A példaképe, Balzac által inspirált Ámok a szenvedély egy tipológiája, ahol a főszereplőket egy démoni kényszer kibillenti az élet rendjéből. Novelláiban egyértelműen felismerhető Sigmund Freud hatása.
Egyik leghíresebb műve a Sakknovella. A humanista polgár és művész állásfoglalását közvetítő történet a New Yorkból Buenos Airesbe tartó óceánjáró gőzösön játszódik, ahol a hidegen kalkuláló, robotszerű, kapzsi sakkvilágbajnok, Mirko Czentovic két játszmában megsemmisítő vereséget szenved egy ismeretlen ügyvédtől. Kiderül, hogy az ügyvéd – aki korábban igen gyengén játszott – a Gestapo börtönében tanult meg sakkozni: az idegtépő kihallgatások szüneteiben mesterjátszmákat játszott le gondolatban, hogy szellemét frissen tartsa. A novella egyik főhőse így meditál: „A sakkjátékhoz, amint a szerelemhez is nélkülözhetetlen a partner, hogy ne váljunk automatává, puszta robottá –, s ezáltal végül embertelenné…” Az író egyrészt bemutatja az ember konfrontálódását egy brutális, embertelen rendszerrel, másrészt leírja egy fogoly szenvedését, akinek semmi lehetősége nincs arra, hogy kapcsolatot teremtsen a külvilággal.

### Novellák, versek, regények
| Év   | Eredeti cím                                                       | Magyar cím                                                                         | Műfaj                          | Megjegyzés |
| ---- | ----------------------------------------------------------------- | ---------------------------------------------------------------------------------- | ------------------------------ | --- |
| 1901 | Silberne Saiten                                                   | Ezüstös húrok                                                                      | vers                           | |
| 1902 | Die Wanderung                                                     |                                                                                    | elbeszélés                     | |
| 1904 | Die Philosophie des Hippolyte Taine                               | Hippolyte Taine filozófiája                                                        | disszertáció                   | |
| 1904 | Die Liebe der Erika Ewald                                         | Erika Ewald szerelme                                                               | novelláskötet                  | |
| 1905 | Paul Verlaine                                                     | Verlaine                                                                           | monográfia                     | ford. Bálint Lajos. Verlaine válogatott versei / összeáll. Vas István ; ford. Ady Endre [et al.], 1943.                                                         |
| 1906 | Die frühen Kränze                                                 |                                                                                    | vers                           | |
| 1907 | Tersites                                                          | Tersites                                                                           | dráma                          | |
| 1910 | Émile Verhaeren                                                   |                                                                                    | monográfia                     | |
| 1911 | Erstes Erlebnis, Vier Novellen aus Kinderland                     | Első élmény, kamaszkorú ifjak lelki válságairól                                    | novellák                       | |
| 1912 | Der verwandelte Komödiant                                         |                                                                                    | egy felvonásos darab           | ősbemutató 1912. május 15., Breslau |
| 1912 | Das Haus am Meer                                                  |                                                                                    |                                | ősbemutató 1912. október 26., Bécsi Burgtheater |
| 1913 | Brennendes Geheimnis                                              | Égő titok                                                                          | novella                        | |
| 1917 | Jeremias                                                          | Békét! Jeremiás                                                                    | dráma                          | ősbemutató 1918. február 27., Zürcher Stadttheater |
| 1918 | Legende eines Lebens                                              |                                                                                    | színházi mű                    | ősbemutató 1918.december 25., Hamburg |
| 1919 | Fahrten                                                           |                                                                                    |                                | |
| 1919 | Die Zeit wird kommen                                              |                                                                                    |                                | Romain Rollands drámájának fordítása |
| 1920 | Marceline Desbordes-Valmore. Das Lebensbild einer Dichterin.      |                                                                                    | biográfia                      | |
| 1920 | Der Zwang                                                         |                                                                                    | elbeszélés                     | |
| 1920 | Drei Meister. Balzac – Dickens – Dostojewski                      | Három mester. Balzac, Dickens, Dosztojevszkij                                      | biográfia                      | Die Baumeister der Welt. Versuch einer Typologie des Geistes, Band 1                                                                                            |
| 1920 | Romain Rolland, der Mann und das Werk                             |                                                                                    | biográfia                      | |
| 1922 | Amok. Novellen einer Leidenschaft                                 | Ámok. A szenvedélyek lélektorzító hatásáról                                        |                                | |
| 1922 | Die Augen des ewigen Bruders                                      | Testvérünk vádló tekintete (Viráta)                                                |                                | |
| 1923 | Frans Masereel. Der Mann und Bildner                              |                                                                                    | monográfiai tanulmány          | |
| 1924 | Die gesammelten Gedichte                                          |                                                                                    | vers                           | |
| 1925 | Der Kampf mit dem Dämon. Hölderlin – Kleist – Nietzsche           | Küzdelem a démonnal                                                                | biográfia                      | Die Baumeister der Welt, Band 2 |
| 1926 | Volpone (Ben Jonson)                                              |                                                                                    | komédia három felvonásban      | ősbemutató 1926 november 6., Bécsi Burgtheater |
| 1927 | Verwirrung der Gefühle                                            | Az érzések zűrzavara                                                               | novelláskötet                  | Többek között a Huszonnégy óra egy asszony életéből c. novelláját is tartalmazza, fordította Kiss Dezső, In: Stefan Zweig: Az érzések zürzavara, 105–182, 1934. |
| 1927 | Sternstunden der Menschheit. Fünf historische Miniaturen          | Csillagórák, Történelmi miniatűrök                                                 |                                | |
| 1927 | Abschied von Rilke                                                |                                                                                    | beszéd                         | Rilke halálára |
| 1928 | Drei Dichter ihres Lebens. Casanova – Stendhal – Tolstoi          |                                                                                    |                                | Die Baumeister der Welt, Band 3 |
| 1928 | Quiproquo (Gelegenheit macht Liebe)                               |                                                                                    | komédia                        | |
| 1928 | Rahel rechtet mit Gott                                            | Ráhel perbe száll Istennel                                                         |                                | |
| 1929 | Joseph Fouché. Bildnis eines politischen Menschen                 | A rendőrminiszter Fouché élete                                                     |                                | ford. Szinnai Tivadar, 1943. |
| 1929 | Das Lamm des Armen                                                |                                                                                    | tragikomédia három felvonásban | ősbemutató 1930, Breslau |
| 1929 | Kleine Chronik                                                    |                                                                                    | novelláskötet                  | |
| 1931 | Die Heilung durch den Geist (Mesmer, Mary Baker Eddy, Freud)      | A lélek orvosai                                                                    | biográfia                      | ford. Szegő István, Kovács György, Horváth Zoltán, 1943. |
| 1931 | Ausgewählten Gedichte                                             |                                                                                    | vers                           | |
| 1931 | Postfäuleingeschichte                                             | A változás mámora                                                                  | befejezetlen regény            | ford. Bor Ambrus; forgatókönyvvé írták; film készült belőle (Rausch der Verwandlung)                                                                            |
| 1932 | Marie Antoinette. Bildnis eines mittleren Charakters              | Mária Antoinette. Egy középszerű egyéniség jellemrajza                             | biográfia                      | |
| 1934 | Triumph und Tragik des Erasmus von Rotterdam                      | Rotterdami Erasmus diadala és tragédiája                                           |                                | |
| 1935 | Die schweigsame Frau (libretto)                                   | A hallgatag asszony                                                                | opera három felvonásban        | zene: Richard Strauss; történet Ben Jonson Epicoene, or The Silent Woman után szabadon                                                                          |
| 1935 | Maria Stuart                                                      | Stuart Mária                                                                       |                                | |
| 1936 | Castellio gegen Calvin – ein Gewissen gegen die Gewalt            | Harc egy gondolat körül (Castellio és Calvin)                                      |                                | |
| 1937 | Begegnungen mit Menschen, Büchern, Städten                        | Emberek, könyvek, városok                                                          | tanulmányok                    | |
| 1937 | Der begrabene Leuchter                                            |                                                                                    | novellák                       | |
| 1937 | Magellan. Der Mann und seine Tat                                  | Magellán. A Föld első körülhajózása; Magellán, aki elsőként hajózta körül a Földet |                                | ford. Horváth Zoltán, 2007. |
| 1939 | Ungeduld des Herzens                                              | Nyugtalan szív                                                                     | regény                         | ford. Kőszegi Imre, 1943. |
| 1941 | Amerigo – Geschichte eines historischen Irrtums (posztumusz 1944) | Amerigo                                                                            | novella                        | |
| 1941 | Brasilien – Ein Land der Zukunft                                  | Brazília, A jövő országa                                                           | regényes útleírás              | ford. Halász Gyula, 194-. |
| 1941 | Die Welt von Gestern. Erinnerungen eines Europäers                | Búcsú a tegnaptól, 1945; Letűnt világ; A tegnap világa. Egy európai emlékezései    | önéletrajz                     | ford. Tandori Dezső, 1981. |
| 1941 | Schachnovelle                                                     | Sakknovella                                                                        |                                | ford. Fónagy Iván, 1996. |
|      | Balzac                                                            | Balzac                                                                             |                                | befejezetlen biográfia |
|      | Clarissa                                                          | Clarissa                                                                           |                                | befejezetlen regény |
|      | Montaigne                                                         |                                                                                    |                                | befejezetlen esszé |

### Hangoskönyvek
- Stefan Zweig: Sakknovella, Könyves Mendel. Gálvölgyi János előadásában

### Megfilmesített művei[2]
- Angst – Die schwache Stunde einer Frau (1928)
- Huszonnégy óra egy asszony életéből (1931, 1952, 1968, 2001)
- Égő titok (1933)
- Ámok (1934)
- Marie Antoinette (1938)
- Sakknovella, magyar film, 1959
- Sakknovella, NSZK-film, 1960
- Clarissa (1998) (tv-film)
- Levelek egy ismeretlentől (2001) (tv-film)
- Stuart Mária (2013) (svájci film: Mary Queen of Scots, Magyarországon még nem mutatták be)
- Sakknovella, német-osztrák film, 2021

Zweig művei ihlette film
- A Grand Budapest Hotel (2014)

## Művei magyarul

### 1944-ig
- Romain Rolland élete; ford. Lányi Viktor; Kultúra, Bp., 1922 (Kultúra Könyvtár)
- A szenvedély könyve; ford. L. Újváry Lajos; Genius, Bp., 1926 (A regényírás művészei)
- Ámok. A szenvedély könyve; ford. L. Újváry Lajos, bev. Kállay Miklós; Genius, Bp., 1926
- Három mester. Balzac, Dickens, Dosztojevszkij; bev., ford. Térey Sándor; Franklin, Bp., 1926 (Kultúra és tudomány)
- Huszonnégy óra egy asszony életéből; ford. Kiss Dezső; Lampel, Bp., 1926 (Magyar könyvtár)
- Első élmény; ford. Dormándi László, Sándor Imre; Pantheon, Bp., 1927 (A regény mesterei)
- Rettegés. Regény; ford. Bukovszky Péter; Rottmann, Bp., 1928 (Legszebb könyvek tára)
- Tolsztoj; ford. Sajó Aladár; Franklin, Bp., 1928 (Kultúra és tudomány)
- A rendőrminiszter. Fouché élete; ford. Szinnai Tivadar; Pantheon, Bp., 1931 (Sorsok és emberek)
- Jeremiás. Drámai költemény kilenc képben; ford. Vér Andor; fordítói, Bp., 1933
- Marie Antoinette, 1-2.; ford. Németh Andor; Pantheon, Bp., 1933 (Sorsok és emberek)
- Az érzések zűrzavara; ford. Kiss Dezső; Franklin, Bp., 1934 (Külföldi regényírók)
- Rotterdami Erasmus diadala és bukása; ford. Horváth Zoltán; Rózsavölgyi, Bp., 1934
- Stuart Mária; ford. Kelen Ferenc, Horváth Zoltán; Rózsavölgyi, Bp., 1935
- A lélek orvosai. Mesmer, Mary Baker-Eddy, Freud; ford. Szegő István, Kovács György, Horváth Zoltán; Pantheon, Bp., 1935
- Buchmendel; ford. Haiman-Kner György; Kner Ny., Gyoma, 1935
  - (A könyvmoly címen is)
- Emberek; ford. Horváth Zoltán; Pantheon, Bp., 1936
- Harc egy gondolat körül. Castellio és Calvin; ford. Balassa József; Rózsavölgyi, Bp., 1937
- Az örök lámpás; ford. Horváth Zoltán; Rózsavölgyi, Bp., 1937
- Magellan. A föld első körülhajózása; ford. Horváth Zoltán; Rózsavölgyi, Bp., 1938
- Nyugtalan szív; ford. Kőszegi Imre; Athenaeum, Bp., 1939
- Emberek, könyvek, városok. Válogatott tanulmányok; ford. Balassa József; Rózsavölgyi, Bp., 1939
- A jövő országa, Brazília; ford. Halász Gyula; Béta, Bp., 1941
- Verlaine; ford. Bálint Lajos; Fővárosi, Bp., 1943
- A nagy pillanat. Történelmi miniatűrök; ford. Sebesi Ernő; Béta, Bp., 1944

### 1945–1989
- Sakknovella; ford. Fónagy Iván; Bibliotheca, Bp., 1945 (Írástudók)
- Búcsú a tegnaptól; ford. Mészáros Károly; Anonymus, Bp., 1945
  - (Letűnt világ; A tegnap világa címen is)
- A könyvmoly; ford. Haiman György; Halász, Bp., 1945 (Arany írások)
  - (Buchmendel címen is)
- Casanova; ford. H. Perci Éva; Officina, Bp., 1946 (Officina könyvtár)
- Idő és világ. Tanulmányok és előadások gyűjteménye 1904–1940; ford. Bányász György; Athenaeum, Bp., 1946
- Lángoló titkok; ford. Kondor László; Halász, Bp., 1946
- Örök tüzek; ford. Fóthy János; Magyar Téka, Bp., 1946
- Küzdelem a démonnal; ford. Sőtér Erik; Anonymus, Bp., 1946
- A szerelem csodája; ford. Vajda Endre; Athenaeum, Bp., 1947 (Athenaeum könyvek)
- Örök ritmusok; ford. Molnár Imre; Magyar Téka, Bp., 1947
- Stendhal; ford. László Ferenc; Dante, Bp., 1948 (Dante új könyvtár)
- Sakknovella; ford. Péter János; Stiinta si Technic, Bukarest, 195? (Tudományos-fantasztikus elbeszélések)
- Az eltemetett Menóra. Legenda; ford. Diamant Elemér; Alexander, Tel-Aviv, 195?
- Ben Jonson: Volpone; Stefan Zweig, Jules Romains átdolgozását ford., kieg. Illyés Gyula, utószó András László; Szépirodalmi, Bp., 1954
- Levél egy ismeretlen asszonytól; Alexander, Tel-Aviv, 1956 (Forum könyvtár)
- Égő titok. Válogatott elbeszélések; ford. Dániel Anna et al., utószó Walkó György; Európa, Bp., 1957
- Három legenda; ford. Góth Ferenc; Európa, Bp., 1957
- Balzac; ford. Mátrai Tamás, utószó Richard Friedenthal, Vajda György Mihály; Bibliotheca, Bp., 1958
- Arcképek. Tanulmányok; vál. Salyámosy Miklós, Sós Endre, ford. Mészáros Károly et al., bev., jegyz. Salyámosy Miklós; Gondolat, Bp., 1965 (Auróra)
- Epizód a Genfi-tavon. Novellák; ford. Dániel Anna et al., utószó Deák Tamás; Irodalmi, Bukarest, 1966 (Horizont)
- Érzések zűrzavara. Elbeszélések; ford. Dániel Anna et al.; Stephaneum Ny., Bp., 1968 (Európa zsebkönyvek)
- Csillagórák. Történelmi miniatűrök. Novellák; ford. Gergely Erzsébet; Gondolat, Bp., 1970
- A tegnap világa. Egy európai emlékezései; ford. Tandori Dezső; Európa, Bp., 1981 (Emlékezések)
  - (Búcsú a tegnaptól; Letűnt világ címen is)
- Csillagórák. Történelmi miniatűrök; ford. Gergely Erzsébet, Horváth Zoltán, Tandori Dezső; 2. bőv. kiad.; Gondolat, Bp., 1987
- Levelek barátaimhoz; vál. Richard Friedentha, ford. Adamik Lajos; Gondolat, Bp., 1988

### 1990–
- A változás mámora; ford. Bor Ambrus; Európa, Bp., 1992
- Sigmund Freud / Stefan Zweig és Sigmund Freud levelezése; ford. Horváth Zoltán, Kajtár Mária; Balassi, Bp., 1993
- Bizánc meghódítása; ford. Sebesi Ernő; Merényi, Bp., 1996
- A láthatatlan gyűjtemény; ford. Endrei Walter; Borda Antikvárium, Bp., 2000
- Clarissa. Regény; ford. Beck Erzsébet; K. u. K., Bp., 2001
- Démonok és mesterek. Tanulmányok; ford. Mérey Zsolt, N. Kiss Zsuzsa, Petra-Szabó Gizella; Európa, Bp., 2006
- Magellán, aki elsőként hajózta körül a Földet; ford. Horváth Zoltán; Európa, Bp., 2007

## Zweig és a színház
Zweig sokkal inkább novelláival, életrajzaival és irodalmi esszéivel vált híressé, mint színpadi műveivel, de 1907 és 1929 között nem kevesebb, mint tíz sikeres darabot vitt színpadra. Leghíresebb drámai művének, a Tersitesnek egyszerre két nagy városban – Kasselben és Drezdában – volt ősbemutatója. Az akkor 27 éves író a mű előterébe állított főszereplő, a csúnya és antipatikus Tersites révén hatalmas kritikai visszhanggal találta szemben magát.
Négy évvel az első színpadi sikerei után 1912-ben Zweig két újabb színházi darabját koronázta nézői és kritikai siker: Der verwandelte Komödiant a rokokó időszakában játszódó, mulatságos szövegű egyfelvonásos darab; Das Haus am Meer című művében egy történelmi témát választott (német zsoldosok részvétele az amerikai felszabadító háborúban), ami elsősorban az emberi méltóságról szól. A darab ősbemutatója 1912 novemberében Hamburgban volt.
1917-ben az első világháború közepén nagy sikert aratott a Zürichben bemutatott pacifista drámája a Jeremiás. A darab egy felkiáltás a háború ellen. Alakjai közül Jeremiás próféta volt az első, akinek veresége egy erkölcsi győzelmet ábrázol. Jeruzsálem pusztulása a háború szörnyűségeinek és Európa elpusztításának jelképe. Ezért nem véletlen, hogy a Zweig házaspár temetésén Petrópolisban Lemle rabbi a Jeremiásból idézett.
1918-ban mutatták be Hamburgban a Legende eines Lebens című darabot. 1929-ig Zweig további műveket alkotott, mint Lux, Das Lamm des Armen, Quiproquo és Volpone; vázlatot készített egy zenés baletthez (Marsyas e Apolo) és ő írta a librettót Richard Strauss A hallgatag asszony (Die schweigsame Frau) című operájához.
Halála után sok művét – például a Sakknovellát és néhány életrajzát – átírták színpadra.

## Zweig és a mozi
Miután Zweig 1935-ben New Yorkban nagyot csalódott egy Hollywoodból hozzá utazott társasággal folytatott tárgyalásokban, eldöntötte, hogy örökre elzárkózik a filmipartól. Ennek ellenére tovább foglalkozott a hetedik művészettel: művei, gondolatai és dokumentációi megfilmesítésén dolgozott.
Zweig több forgatókönyvet irt. Tervezett egy filmet a tőzsdebotrányról a Panama-csatorna építésével kapcsolatban, ami első Amerika-útja során nagy benyomást tett rá. Röviddel második Brazíliai útja előtt, 1940. augusztus 9-én, barátjával Berthold Viertellel szerződést kötött a befejezetlen regényéről – Postfräuleingeschichte – készült film jogairól. A projekt tíz évvel később valósult meg a Das gestohlene Jahr című, német–osztrák koprodukció formájában (rendező: Wilfrid Frass, főszereplő: Elisabeth Höberth és Oskar Werner). A történet posztumusz Rausch der Verwandlung címmel jelent meg.
1940-ben Zweig aláírt egy szerződést Erwin Wallfisch-sel is két művének filmjogairól, az egyik a Das Lamm des Armen.
1941 augusztusa és 1942 februárja között Zweig – röviddel öngyilkossága előtt – Brazíliában együtt dolgozott Afonso Arinos de Mello Francoval és Paul Frischauerrel egy I. Péter brazil császár szeretőjéről szóló film forgatókönyvén.
Több mint 20 alkotását megfilmesítették, néhányat több változatban is, ami nem meglepő, hiszen leírásai gyakran nagyon képgazdagok és sok története olyan mintha kifejezetten a mozivászonra készültek volna. Zweig azt írja önéletrajzában: „… az idő adja a képeket, én csak a szavakat teszem hozzá.”

## Zweig és a zene
Stefan Zweig számára a zene mindig fontos téma volt. Híres zeneszerzőket és karmestereket mondhatott barátjának.
Nagy kéziratgyűjteménnyel rendelkezett, köztük Mozart, Haydn és Beethoven eredeti kéziratai. Egy árverésen szert tett Beethoven íróasztalára, egy hegedűjére és egy iránytűre. Birtokában volt Mozart Das Veilchen című darabjának partitúrája és unokatestvérének írt eredeti levelei.
Zweig többször találkozott Alban Berggel és Ferruccio Busonival. Szoros barátság fűzte Arturo Toscaninihez és Bruno Walterhez, akik gyakori vendégei voltak salzburgi házában a Kapuziner-hegyen.
Richard Strauss-szal négy évig dolgozott együtt (1931-1934) nem minden napi háttérrel. A náci rendszer kihasználva Strauss közönyösségét a politika iránt felhasználta őt: Goebbels 1933-ban kinevezte a Birodalmi Zenei Tanács elnökévé, így hivatalosan nem dolgozhatott együtt zsidó szerzőkkel. Hitler és Goebbels nagy dilemma után kivételesen engedélyezte az opera bemutatását (Drezda, 1935), de megtiltották, hogy Zweignek további megbízást adjon libretto-íráshoz. Strauss azonban leveleiben további írásra buzdította őt, nem titkolva a náci rezsimről tartott véleményét sem. Miután a levél a gestapo és Hitler kezébe került Zweigot elbocsátották, A hallgatag asszonyt pedig két előadás után levették a műsorról.
Zweig számos verse megzenésítésre került: két versét (Ein Drängen ist in meinem Herzen és Herbst) Max Reger látta el dallammal.
Zweig Letztes Gedicht-jét (Utolsó vers), amit 1941 novemberében 60. születésnapjára írt, Heinz Jolles német zeneszerző zenésítette meg. Manuel Bandeira brazil költő fordította portugál nyelvre.
A brazil zeneszerzőt és karmestert José Vieira Brandãót Zweig Brasilien, ein Land der Zukunft című műve inspirálta egy kórusmű (Brasil, país do futuro) megírására.

## Zweig, a kéziratgyűjtő
Stefan Zweig megszállott kéziratgyűjtő volt, több tanulmányt szentelt annak, hogy megértesse szenvedélyének értelmét, a kéziratgyűjtés filozófiáját.
Már bécsi diákéveiben vásárolt kéziratot: gyűjteményének első darabjára, egy Brahms-kéziratra 15 évesen tett szert. 1914-ben írta első cikkét ebben a témában A kéziratgyűjtemény mint műalkotás (Die Autographensammlung als Kunstwerk) címmel. 1935-ben (ekkor már Londonban élt) hangzott el Az autográf értelme és szépsége (Sinn und Schönheit der Autographen) című előadása a londoni The Sunday Times Könyvkiállításon az Edward Speyer Gyűjtemény bemutatása alkalmából. A dolog érdekessége, hogy ekkorra már túladott gyűjteményének nagy részén, mivel 1933-tól arra készült, hogy a fasizmus elől elhagyja Ausztriát. Kollekciójának egy részét a jeruzsálemi egyetemi könyvtárnak adta el; a gyűjtemény egyharmadát 1936-ban nevét nem vállalva piacra dobta, mely a svájci gyűjtőhöz, Martin Bodmerhez került. A gyűjtemény fennmaradó részével 1937-ben az osztrák nemzeti könyvtár színháztörténeti anyagát gyarapította.
Zweig így vélekedik a kéziratgyűjtésről: „Szellemi kapcsolat, nem értelem.”

## Idézetek
- „Csak aki korán tanulta meg, hogy lelkét messze kifeszítse, tudja később magába fogadni az egész világot.” (Búcsú a tegnaptól)

- „Akiből hidegség sugárzik, az maga sem számíthat másra, mint hidegségre.”

- „A sakkjátékhoz, amint a szerelemhez is nélkülözhetetlen a partner, hogy ne váljunk automatává, puszta robottá – s ezáltal végül embertelenné…” (Sakknovella)

- „Egyetlen energiaforrás sem bocsát ki annyi fényt, amennyit néha egy kis kötet sugározni tud magából, és az elektromos áramnak soha nem lesz annyi energiája, mint amennyi elektromosság az írott szóba belefér.”